# Žaborić
Žaborić is een plaats in de gemeente Šibenik in de Kroatische provincie Šibensko-kninska. De plaats telt 403 inwoners (2001).